# Земля каннибалов
«Земля смерти» — фильм итальянского режиссёра Бруно Маттеи (обозначенного в титрах как Мартин Миллер), снятый в 2003 года direct-to-video. Лента продолжает традиции жанра каннибальского кинематографа, популярного в итальянской индустрии ужасов начала 80-х годов.
Фильм имеет несколько названий, в том числе Cannibal Holocaust 3: Cannibal vs. Commando (что как бы делает его сиквелом фильма Cannibal Holocaust) и Cannibal Ferox 3: Land of Death (тогда это сиквел фильма Cannibal Ferox).

## Сюжет
Дочь сенатора Армстронга Сара пропала в джунглях Амазонии. По соглашению с правительством Бразилии туда направляется группа коммандос под командованием лейтенанта Уилсона. На месте представитель военной администрации майор Оливейра прикомандировывает к ним проводника Ромеро, индейца Исайи и, вдобавок, пленного сына шамана одного из местных племён. Первоначально всё идёт благополучно — люди Уилсона теряют лишь солдата Смита, находят следы экспедиции, иногда полуразложившиеся трупы. Несколько раз со стороны наблюдают как представители разных племён употребляют друг друга в пищу.
Отдав шаману сына, они получают возможность проникнуть вглубь джунглей где живёт таинственное племя озёрных людей пеша. Здесь коммандос помогают им в сражении против другого племени, за это аборигены приглашают военных в свою деревню. Здесь людям Уилсона приходится сперва снять одежду, а затем попробовать человеческого мяса, после чего индейцы допускают их до своих ритуалов. В их ходе выясняется, что Сара находится в племени в качестве воплощения местного божества любви. Понимая, что девушка не пойдёт по доброй воле с военным, люди Уилсона сперва поджигают спящую деревню, выкрадывают Сару и пытаются с ней бежать.
Дружба с индейцами на этом заканчивается. Теперь коммандос становятся объектами охоты со стороны каннибалов. Один за другим люди Уилсона становятся кормом для индейцев, а командование отказывается присылать вертолёт, мотивируя, что группа слишком далеко от назначенной точки сбора. Ситуацию не спасает даже то, что Сара приходит в себя. Уилсон попадает в западню и погибает. Раненую капрала Васкес приходится оставить в лесу, напоследок она угощает индейцев гранатами. Когда прилетает вертолёт, Ромеро отвлекает на себя индейцев, позволяя Саре улететь.

## В ролях
| Актёр              | Роль             |
| ------------------ | ---------------- |
| Клаудио Моралес    | Ромеро           |
| Лу Рэндолл         | лейтенант Уилсон |
| Синди Джелич Матич | Сара Армстронг   |
| Идалия Суарес      | капрал Васкес    |
| Сильвио Хименес    | сержант Кэмерон  |
| Сантьяго Ларраури  | Крюгер           |
| Кенни Кралл        | Смит             |
| Брандо младший     | Исайя            |
| Брандо старший     | майор Оливейра   |
| Брэд Сантана       | Индио            |